# Máday Dániel
Mádai Máday Dániel (17. század – ?) bölcseleti és orvosdoktor.

## Élete
Selmecbányai (Hont megye) származású; a külföldi egyetemeken tanult, nevezetesen Thornban és Koppenhágában; utóbbi helyen, ahol egy ideig tartózkodott, 1699-ben nyert orvosdoktori oklevelet; visszatérve hazájába, szülővárosában volt gyakorlóorvos, majd Hont és Bars vármegyék főorvosa.

## Munkái
- Klage-Gedicht, welches bey allzu frühem, doch seeligem Hintritt des mit allen Tugenden gezierten Jungfräuleins Adelgundae Christinae. Des Wol-Ehrenvesten, Nahmhaften und Wohlgeachten Herrn Abraham Arndts, Vornehmen Bürgers, Kauff- und Handels-Manns Königl. Stadt Thorn, wie auch Der Viel-, Ehr- und Tugend-begabten Frauen Adalgunda Arndtin, geb. Haderschliesin, Hertzlichgeliebten Töchterleins, Welches zu grossen Leydwesen seinen lieben Eltern und der gantzen Hohen Freundschafft, im 12. Jahre ihres Alters Anno Christi 1694. de 5. Aprilis unverhofft durch den Zeitlichen Todt abgefordert. Und hernachmahls den 12. dito mit Christl. Leich-Ceremonien zu S. Georg zur Erden bestattet wurde, Denen Hochbetrübten Freunden zu einigen Trost aus mittleidendem und traurigem Gemüth in hochster Eyl entwarff ... Thorn.
- Dissertatio inauguralis medica de ascite hydrope, praes. D. Casp. Bartholini. Hafniae an. 1699.